# 奥马尔·伊本·哈夫斯
奥马尔·伊本·哈夫斯（阿拉伯语：‎，'Umar ibn Hafs Hazarmard；?—771年11月27日）是阿拔斯王朝地方总督，穆海莱卜家族的一员。768年，他被任命为阿非利加总督，开启了他的家族在当地接近30年的统治。但是他没能维持该省的秩序，死于一次哈瓦利吉派叛乱。

## 生平
穆海莱卜家族是阿巴斯革命的支持者，奥马尔参与了瓦西特围城战。随着改朝换代，奥马尔担任了一些地方总督。阿布·阿拔斯任命奥马尔为巴士拉总督（?-750）,接着转任al-Bahrayn总督。随着新任哈里发曼苏尔登基，奥马尔于755-757年、759-760年两次担任巴士拉总督。
760年，奥马尔任信德总督，当时信德正在奥雅那赫（'Uyaynah ibn Musa al-Tamimi）的控制下，后者拒绝放弃自己的权力。奥马尔出兵围困了奥雅那赫长达11个月，直到奥雅那赫投降，并被送往哈里发曼苏尔处 ，在信德时，奥马尔同当地的反政府教派（Muhammad the Pure Soul ）有联系；在哈里发曼苏尔意识到这件事后，奥马尔为避免家族连坐，把问题归咎于自己身上。
768年,阿非利加总督阿格蜡巴（al-Aghlab ibn Salim at-Tamimi）被杀，奥马尔离开信德转任阿非利加总督
。奥马尔带着五百骑兵抵达了凯鲁万，由于对当地人民的慷慨，他成功接管了城市，头三年里，他的统治内当地处于和平状态。

## 哈瓦利吉派叛乱
奥马尔收到哈里发曼苏尔的命令前往图巴纳（Tubna）加强当地的防御，并命哈比卜（Habib ibn Habib al-Muhallabi）代管凯鲁万。当奥马尔身在图巴纳时，哈比卜镇压柏柏尔人被杀。受到胜利的激励，柏柏尔人在伊巴德派领导人阿布·哈特姆（Abu Hatim Ya'qub ibn Habib al-Ibadi）的领导下聚集在的黎波里。当的黎波里总督寻求援助时，奥马尔派出了一支援军，接着被叛军击败，撤往加貝斯。

这时，叛乱蔓延到整个省，一大波哈瓦利吉派叛军包围了图巴纳。尽管敌众我寡，奥马尔通过贿赂叛军，击败了对手。剩余的叛军决定放弃图巴纳，前往凯鲁万，他们围困了凯鲁万八个月之久。

奥马尔初期仍然留在图巴纳，加强防御以应对未来的袭击。然而，叛军围困凯鲁万的消息传来，他留下一支部队驻守图巴纳，带兵前往凯鲁万。柏柏尔人沿途骚扰迫使奥马尔暂撤突尼斯城，但是他最终还是带着补给进入了凯鲁万。

阿布·哈特姆重新围困城市。随着围困的继续，局势迅速恶化，食物再次短缺，守城军被迫吃掉他们的动物。之后，奥马尔突围被杀。剩余军队和围困者达成协议，撤往图巴纳。柏柏尔人进入并洗劫了凯鲁万。